# 富根駅
富根駅（とみねえき）は、秋田県能代市二ツ井町飛根（とぶね）字町頭（まちがしら）にある、東日本旅客鉄道（JR東日本）奥羽本線の駅である。

## 歴史
- 1907年（明治40年）1月25日：国鉄の駅として山本郡富根村に開業する[2][3]。
- 1971年（昭和46年）10月1日：荷物扱いを廃止[4]。無人化[5][新聞 1][新聞 2]。ただし、翌年2月いっぱいまでは（日曜・祝日を除く）6時から15時半まで旅客扱い要員を1名配置する[新聞 3]。
- 1972年（昭和47年）3月1日：駅舎内に「富根農協スーパーストア」が開店し、同店に簡易委託[新聞 1][新聞 4]。
- 1987年（昭和62年）4月1日：国鉄分割民営化により、JR東日本の駅となる[3]。
- 2006年（平成18年）3月1日：「JA富根ストア」閉店に伴い簡易委託を解除し、無人化。
- 2008年（平成20年）：駅舎を改築[2]。
- 2024年（令和6年）10月1日：えきねっとQチケのサービスを開始[1][報道 1]。

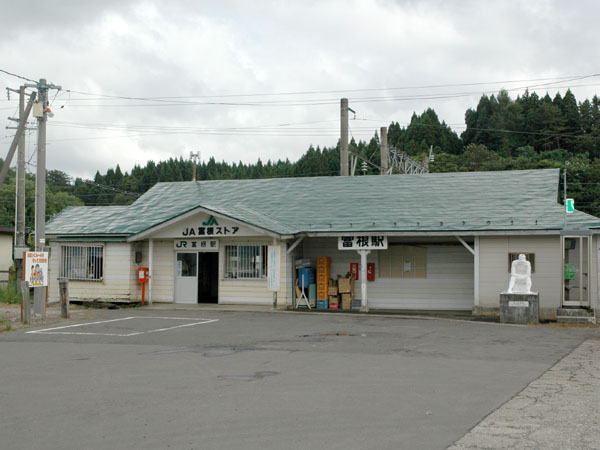
旧駅舎（2004年8月）

## 駅構造
相対式ホーム2面2線を有する地上駅である。元々は2面3線だったが、中線の線路は撤去されている。互いのホームは跨線橋で連絡している。
東能代駅管理の無人駅である。

### のりば
| 番線 | 路線      | 方向 | 行先             |
| ---- | --------- | ---- | ---------------- |
| 1    | ■奥羽本線 | 下り | 二ツ井・大館方面 |
| 2    | ■奥羽本線 | 上り | 東能代・秋田方面 |

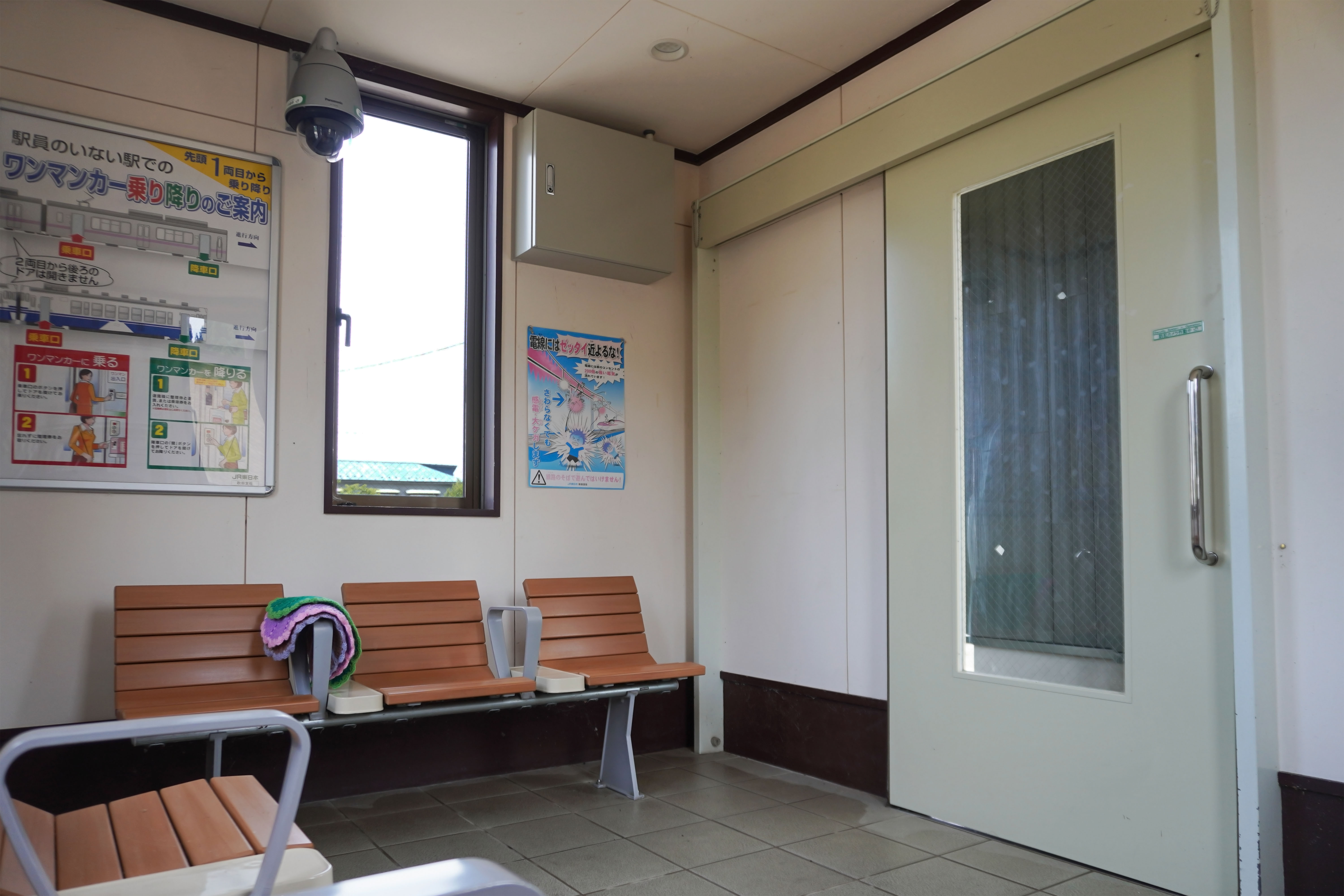
駅舎内（2024年6月）
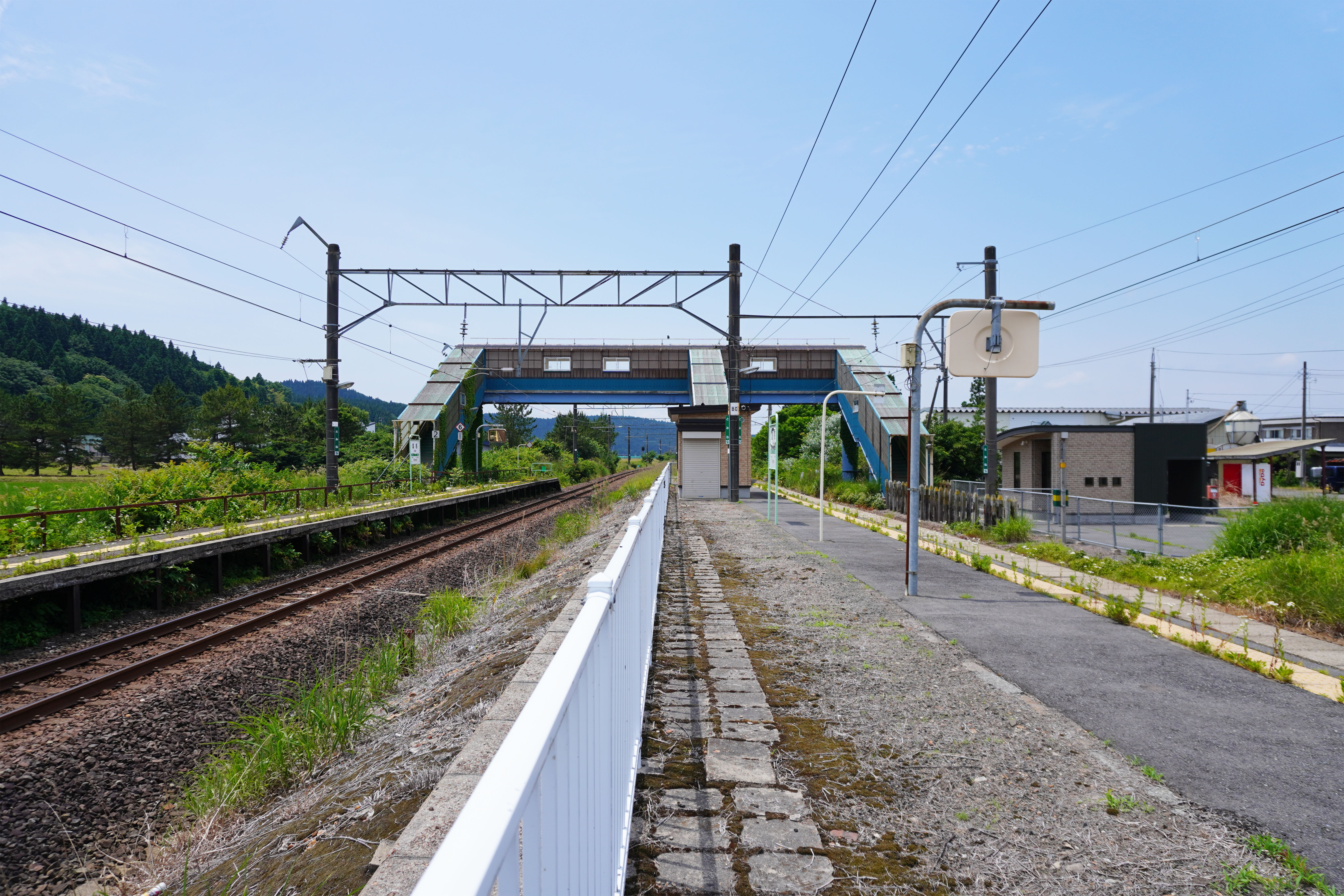
ホーム（2024年6月）

## 利用状況
JR東日本によると、2000年度（平成12年度）- 2005年度（平成17年度）の1日平均乗車人員の推移は以下のとおりであった。
| 乗車人員推移       | 乗車人員推移     | 乗車人員推移 |
| 年度               | 1日平均 乗車人員 | 出典         |
| ------------------ | ---------------- | ------------ |
| 2000年（平成12年） | 135              | [ 7 ]        |
| 2001年（平成13年） | 128              | [ 8 ]        |
| 2002年（平成14年） | 126              | [ 9 ]        |
| 2003年（平成15年） | 119              | [ 10 ]       |
| 2004年（平成16年） | 100              | [ 11 ]       |
| 2005年（平成17年） | 97               | [ 12 ]       |

## 駅周辺
- 秋田県道206号山谷富根停車場線
- 秋田県道205号富根能代線
- あきた白神農業協同組合二ツ井支店富根出張所
- 能代市役所富根出張所
- 富根郵便局
- アキタエース

## 隣の駅
東日本旅客鉄道（JR東日本）
■奥羽本線
□快速
通過
■普通
鶴形駅 - 富根駅 - 二ツ井駅

### 報道発表資料
1. ↑  「Suicaエリア外もチケットレスで! 東北エリアから「えきねっとQチケ」がはじまります (PDF)」（プレスリリース）、東日本旅客鉄道、2024年7月11日。2024年8月6日閲覧。

### 新聞記事
1. 1 2  「無人駅 奥羽本線・富根駅」『秋田魁新報』秋田魁新報社、1975年12月17日、夕刊、3面。
2. ↑  「陳情攻勢で“無人化”が後退 秋鉄局 日中だけ駅員配置 ただし本年度いっぱい」『秋田魁新報』秋田魁新報社、1971年9月29日、朝刊、12面。
3. ↑  「営業体制近代化」『交通新聞』交通協力会、1971年10月5日、1面。
4. ↑  「北金岡も“農協駅に”」『秋田魁新報』秋田魁新報社、1972年5月3日、朝刊、11面。